# GT10NC-DU (Amsterdam)
De serie GT10NC-DU bestond uit een drietal tweerichtingtrams, die tussen 1999 en 2002 werden gehuurd van de Duisburger Verkehrsgesellschaft voor inzet op lijn 5 in afwachting van de tweerichting-Combino's. Daarnaast hebben ze incidenteel op andere lijnen gereden, zoals op lijn 9, toen bij de spoorvernieuwing op het kruispunt Linaeusstraat / Wijtenbachstraat deze lijn tijdelijk vanuit Diemen was ingekort tot dit punt en d.m.v. een gehuurd oplegwissel keerde.
Het betrof de Duisburgse wagens 1001-1003 (serie 1001-1014, bouwjaar 1986). Ze kregen in teruglopende volgorde de GVB-nummers 999-997 en deden dienst in de Duisburgse kleuren wit en rood. Zij waren voorzien van GVB-logo's en Nederlandstalige opschriften. De wagens waren afkomstig uit een serie Duisburgse trams die in 1996 waren voorzien van een tweede middenbak met lage vloer. Men had een optie op nog twee wagens (1004 en 1005) die dan de GVB-nummers 995 en 996 zouden krijgen. Hiervan is echter geen gebruik gemaakt.
Na de komst van de vier tweerichting Combino's eind 2002 keerden de drie wagens terug naar Duisburg waar ze, na lange tijd aan de kant te hebben gestaan, weer terugkeerden in de tramdienst.